# Petit-Goâve
Petit-Goâve (Tigwav, en créole haïtien), anciennement appelé « Le Goâve », est une commune d'Haïti, située dans le département de l'Ouest et dans l'arrondissement de Léogâne.
Situé à 68 km au sud de Port-au-Prince, Petit-Goâve compte 157 296 habitants (estimation 2009).

## Géographie

### Communes limitrophes
| Canal de la Gonâve  | Canal de la Gonâve | Grand-Goâve         |
| Miragoâne           | Petit-Goâve        | Trouin              |
| Vieux-Bourg d'Aquin | Côtes-de-Fer       | La Vallée de Jacmel |

### Démographie
La commune est peuplée de 157 296 habitants (recensement par estimation de 2009 pour une densité de 406 hab./m² et une superficie de 387,88 km2). Les habitants de cette ville sont appelés Petit-goâviens, Petit-goâviennes.

### Administration
La commune est composée de la ville de Petit-Goâve et de 12 sections communales :
- Première Plaine (dont Bino et le village de « Vialet ») ;
- Deuxième Plaine (dont l'Étang de Miragoâne et la ville précolombienne Arnoux) ;
- Trou Chouchou ;
- Fond-Arabie (dont les grands quartiers historiques Lebrun, Poulard et Hyacinthe) ;
- Trou Canaries-Ve ;
- Trou Canaries-VIe ;
- Les Platons-VIIe (dont le village Délatte) ;
- Les Platons-VIIIe ;
- Les Palmes-IXe ;
- Les Palmes-Xe ;
- Ravine Sèche ;
- Les Fourques.

## Histoire

Adrien Le Blanc.- Le Combat du Petit Goüave, 1677.

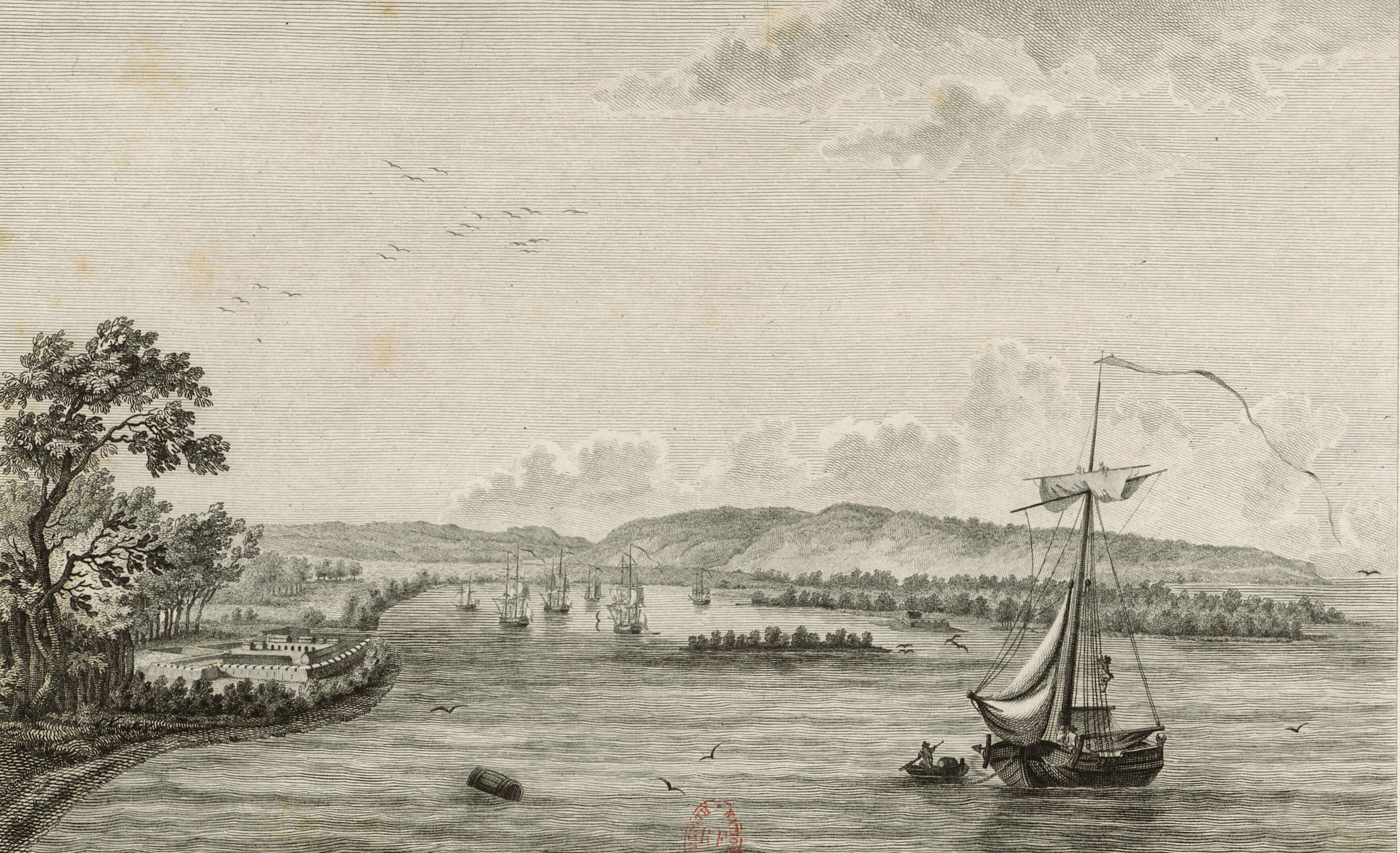
Vue du Port de Lacul du Petit Goave, dessin de Nicolas Ozanne et gravure de Nicolas Ponce, 1791.

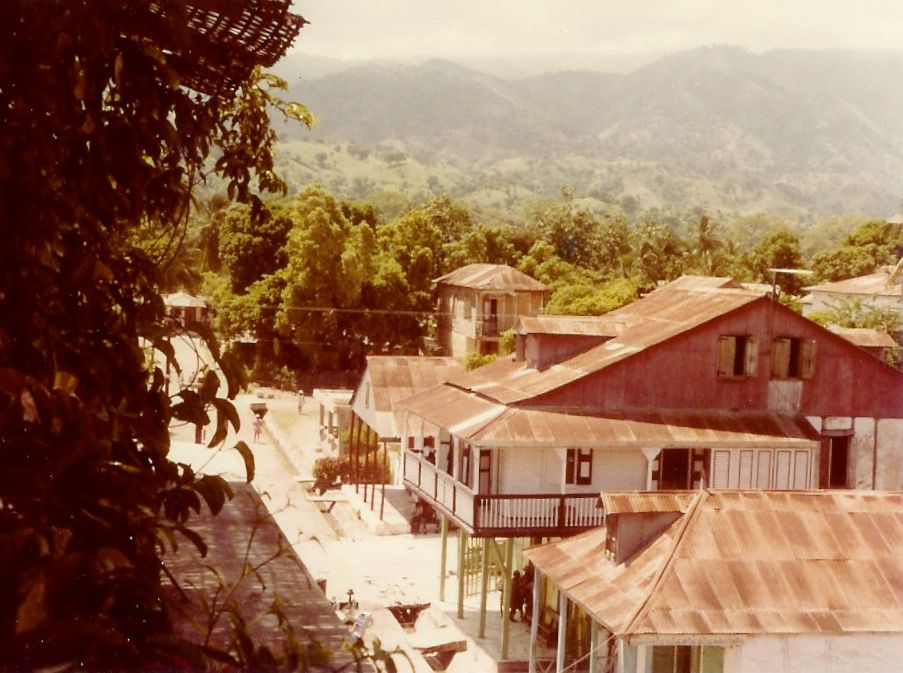
Petit-Goâve en 1981.

Petit-Goâve est l'une des plus anciennes villes du pays, elle est nommée Goâve par les Amérindiens. Les Espagnols, à la fin du XVIe siècle, appellent Aguava la bourgade voisine.
Les Français séparent ces deux agglomérations en Grand-Goâve et Le Petit-Goâve. Cette dernière devient une colonie prospère vers 1663 et le siège du conseil souverain de la colonie de Saint Domingue, qui sera ensuite déplacé à Léogane.
Le 11 juin 1694, la flotte de l'expédition de la Jamaïque quitte Le Petit-Goâve. Menés par Jean-Baptiste du Casse, le gouverneur de Saint-Domingue, vingt-deux vaisseaux et 1 500 hommes attaquent la colonie anglaise, d'où ils ramènent de l'indigo et 3000 esclaves.
En mars 1697, c'est du Petit Goâve que part la flotte de l'expédition de Carthagène. Les flibustiers emmenés par Jean-Baptiste du Casse y participent à nouveau. Le pillage de Carthagène par les Français rapporte un butin estimé entre 10 et 20 millions de livres. Les flibustiers reçoivent une partie de leur butin en esclaves. Certains d'entre eux s'établissent à terre et s'installent au Petit-Goâve. Le Traité de Ryswick, signée la même année 1697, accorde à la France la partie occidentale de Saint-Domingue. En 1698, Louis XIV crée la compagnie de Saint-Domingue pour développer la culture du sucre sur l'île grâce à une importation massive d'esclaves.
Situé en plein passage de la Nationale no 2, Petit-Goâve relie la capitale Port-au-Prince, le nord au sud du pays. La ville compte un hôpital, trois lycées, cinq clubs de volley-ball et trois clubs de football (2008).
La commune de Petit-Goâve a vu naitre le président Faustin Soulouque qui devint empereur sous le nom de Faustin 1er.
En 1902, la ville de Petit-Goâve manifesta des sympathies pour l'intellectuel Antenor Firmin, candidat à la présidence d'Haïti, face au général Nord Alexis, un autre candidat du moment. Le 8 août 1902, lors des violents combats entre les troupes gouvernementales et les insurgés, Petit-Goâve est incendiée et pillée. Plus de 400 personnes y sont mortes.

## Traditions
- Fête patronale Notre-Dame de l'Assomption (15 aout)[6],[7].
- Fête de Saint Jean Baptiste de l'Acul (23 juin) [8],[9].
- Marathon du Livre (1er trimestre académique).
- Carnaval Dous Makòs (Samedi de la semaine avant le Carnaval national).
- Livres en folie (fête Dieu).
- Jardin du livre.
- Slam en folie.
- Jedi Penti

## Personnalités liées à Petit-Goâve
- Dany Laferrière de l'Académie française, écrivain. Il passe son enfance auprès de sa grand-mère Da[10], à Petit-Goâve, qu'il décrit dans son œuvre, notamment dans Le charme des après-midi sans fin, Je suis fou de Vava et L'odeur du café[11].
- Faustin Soulouque (Faustin Ier, président d'Haïti (1847-1849), empereur d'Haïti (1849-1859), né et mort à Petit-Goâve.
- Edmond Saintonge (1861-1907), compositeur, décédé à Petit-Goâve.
- Guire Poulard, né en 1942 dans le village de Délatte, ancien archevêque de Port-au-Prince (après avoir occupé la cathèdre de cet archidiocèse de janvier 2011 à octobre 2017), mort en 2018.
- Jeannot Hilaire, écrivain et linguiste né en 1945 à Petit-Goâve.
- James Stanley Jean Simon, écrivain et enseignant, critique littéraire, né en 1979 à Petit-Goâve.
- Handgod Abraham, poète, opérateur culturel et entrepreneur né en novembre 1986 à Petit-Goâve.
- Ricarson Dorce, journaliste et écrivain né en 1987 à Petit-Goâve.
- Aterson-N Sainval, dit Dade, né à petit-goave le 21 mars 1996 est poète, comédien, Journaliste ,operateur culturel, juriste et ecrivain haitien,.
- Kervens Belfort fils, footballeur professionnel né en 1992 à Petit-Goâve, évoluant au club bangladais Albahani Limited Dhaka (Division 1).
- Vanessa Désiré, chanteuse haïtienne, née à Petit-Goâve
- Carl Pierrecq, né le 25 avril 1994 à Petit-Goâve, est un journaliste, essayiste, critique littéraire, critique d'art et écrivain.
- Ritzamarum Zétrenne, né à Petit-Goâve, est un journaliste de RFI, militant écologiste et jeune ambassadeur de la francophonie des Amériques.

## Galerie

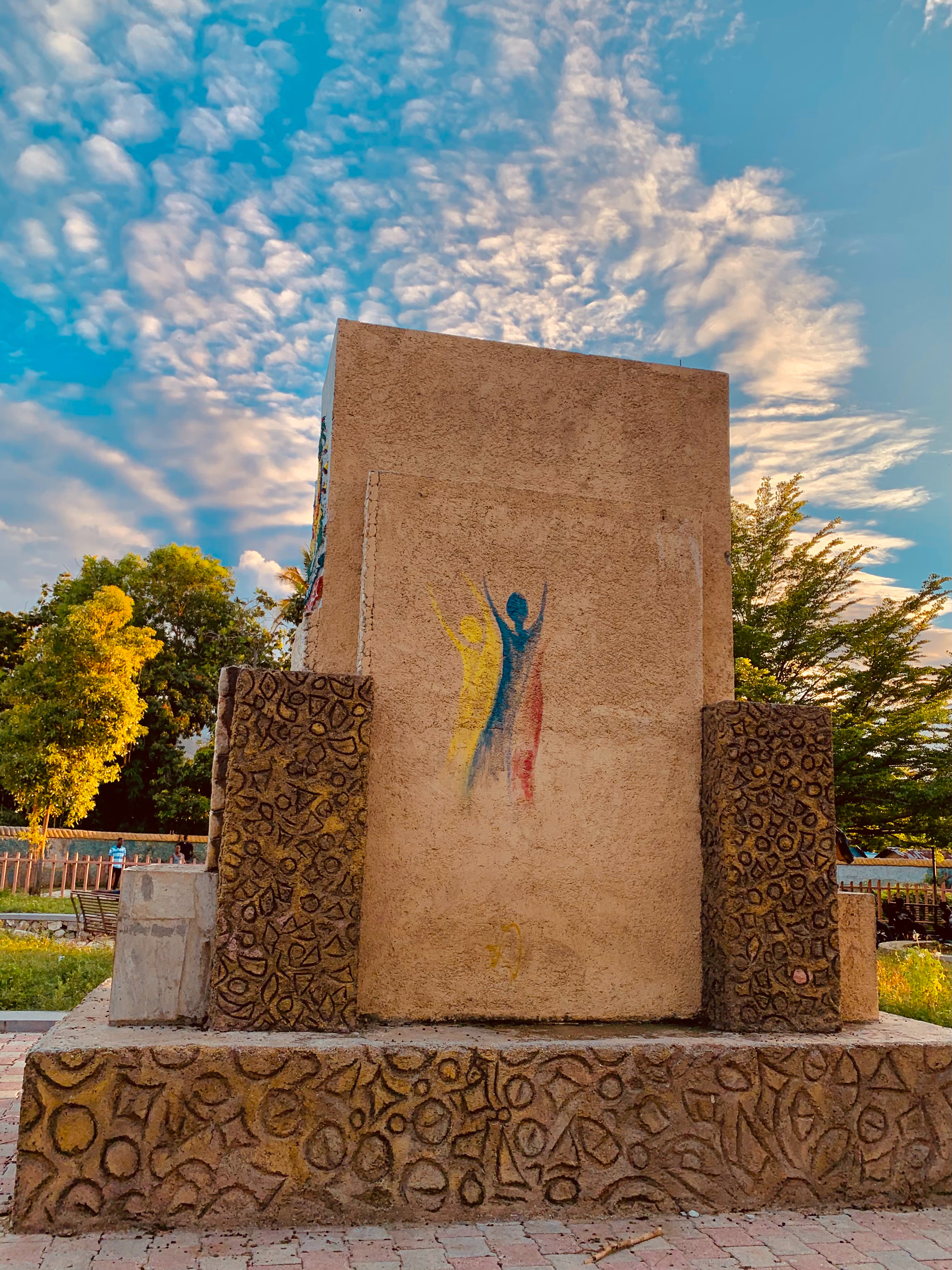
Place Soulouque, Petit-Goave, Haiti

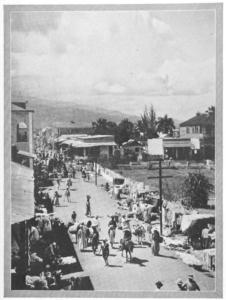
Vue de Petit-Goâve en 1926.
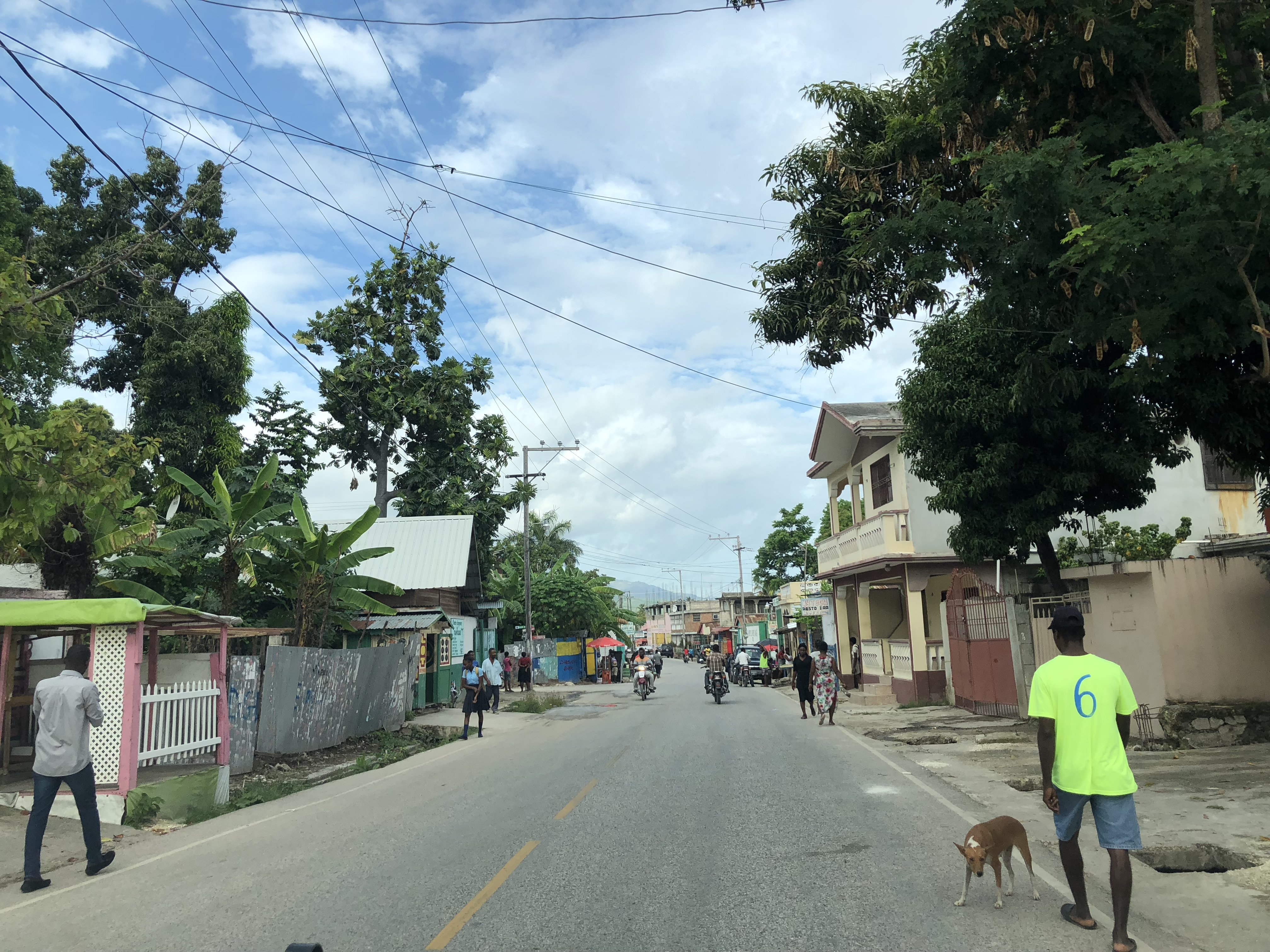
Scène de rue dans la ville de Petit-Goâve.
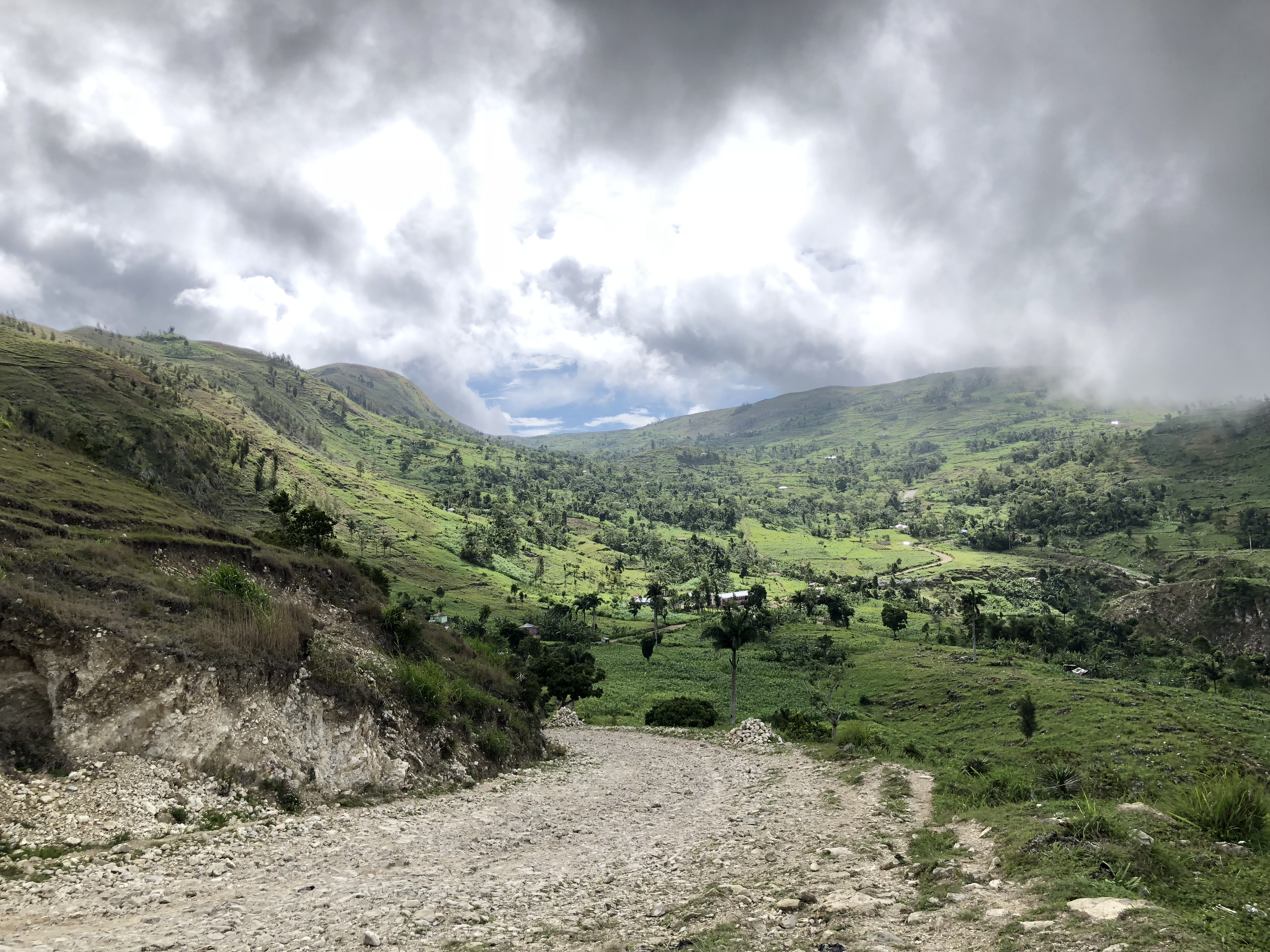
Paysage dans la section des Palmes.
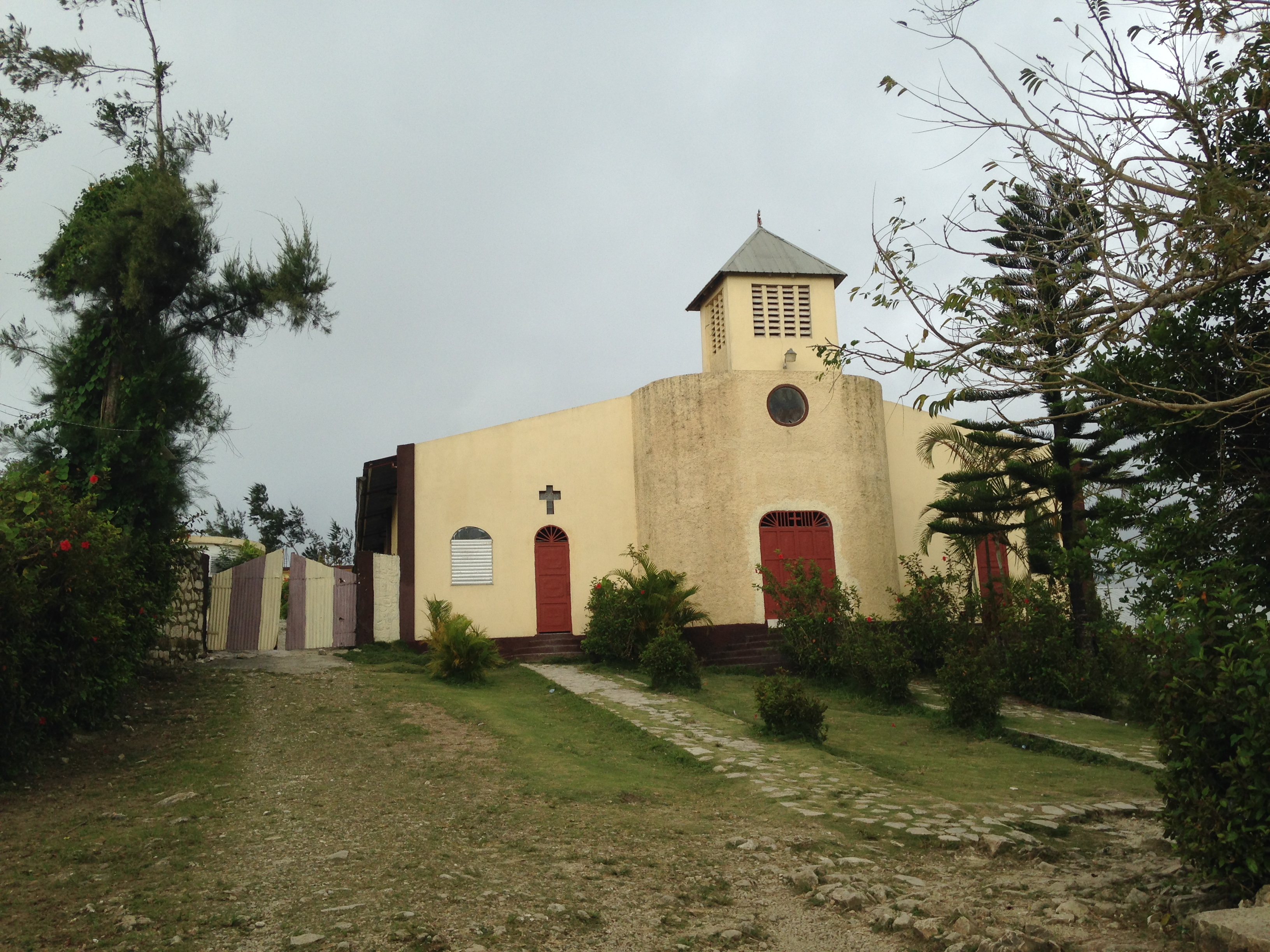
L'église catholique dans le village de Delatte.
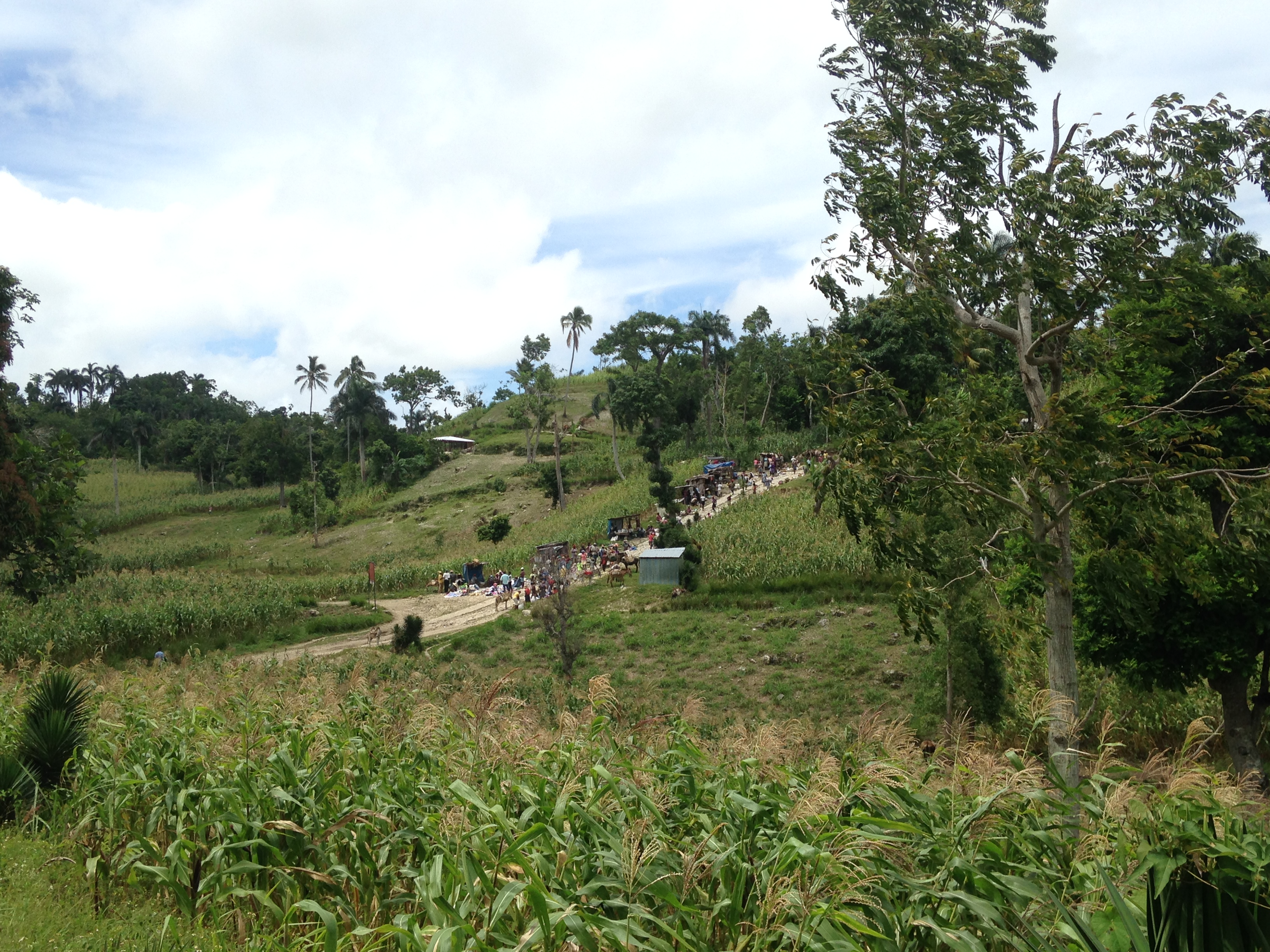
Un marché à Delatte.